# Coma (canción)
«Coma» es una canción de la banda estadounidense de hard rock Guns N' Roses. Es la última pista del álbum Use Your Illusion I. Con 10 minutos y 13 segundos, es la canción más larga que ha escrito la banda hasta el momento, aunque no tenga estribillo.
Slash dijo que Axl Rose escribió la parte musical para esta canción desde el piano, en una casa que él e Izzy rentaron en Hollywood Hills, después del Appetite for Destruction Tour. Coma además de ser la canción más larga de Guns N' Roses, es la canción más oscura y cambiante, ya que pasa por varios tonos y estados de ánimo; en la canción se aprecia como alguien intentó suicidarse o está a punto de morir y se encuentra en coma, el vocalista Axl Rose al cantarla parece que se mete en el papel del personaje, haciendo que sea una obra de arte y una canción única y épica. En una entrevista, Axl habló sobre como y por qué escribió «Coma»:
"Trate de escribir una canción como esta durante un año y no pude, no encontraba algún significado ni inspiración, deje la idea totalmente abandonada". Después de tomar una sobredosis de medicamentos de manera intencional para suicidarse, Rose dijo que comenzó finalmente a escribir la canción basado en esa experiencia. "Desperté en el hospital luego de esos acontecimientos, me sentía completamente dopado y en paz, como si quisiera quedarme con esa sensación para siempre. 
Después al volver al estudio, con esa experiencia vivida, simplemente comencé a escribir, y fue fácil, simplemente todas las ideas y palabras fluían de mi mente como una cascada"
Rose también agregó, que es una de las mejores cosas que ha compuesto en su carrera, la forma en como surgió «Coma». Simplemente la hace única.
Esta canción fue interpretada solamente cuatro veces en el Use Your Illusion Tour en Richfield (1991), Tokio (1992), Chicago (1992) y Omaha (1993); sin embargo, esta canción ha sido incluida en prácticamente todos los conciertos del Not in This Lifetime... Tour hasta el momento.
De acuerdo con Axl Rose, el título original qué pensaba para la canción, era "Girth" el cual estaba inspirado por unos escritos realizados por West Arkeen.